# Skandinaviska cupen
Skandinaviska cupen är en serie längdskidåkningstävlingar, som arrangeras  i FIS regi, med tävlingar i Estland, Finland, Lettland, Norge och Sverige. Deltagarna är inte kvalificerade för världscupen, men totalsegraren i Skandinaviska cupen får en gratis plats i Världscupen kommande säsong.

## Herrar

### Sammanlagt
| Säsong  | Etta                                              | Tvåa                                              | Trea                                              |
| ------- | ------------------------------------------------- | ------------------------------------------------- | ------------------------------------------------- |
| 2004/05 | John Anders Gaustad                               | Stig Rune Kveen                                   | Remi Andersen                                     |
| 2005/06 | Petter Northug                                    | Øystein Pettersen                                 | Fredrik Persson                                   |
| 2006/07 | Øystein Pettersen                                 | Krister Trondsen                                  | John Kristian Dahl                                |
| 2007/08 | Hans Petter Lykkja                                | Fredrik Östberg                                   | John Anders Gaustad                               |
| 2008/09 | Roger Aa Djupvik                                  | Geir Ludvig Aasen Ouren                           | Jesper Modin                                      |
| 2009/10 | Kristian Tettli Rennemo                           | Hans Petter Lykkja                                | Sjur Røthe                                        |
| 2010/11 | Finn Hågen Krogh                                  | Hans Petter Lykkja                                | Øyvind Gløersen                                   |
| 2011/12 | John Kristian Dahl                                | Kristian Tettli Rennemo                           | Fredrik Karlsson                                  |
| 2012/13 | Tomas Northug                                     | Snorri Einarsson                                  | Hans Christer Holund                              |
| 2013/14 | Simen Østensen                                    | Daniel Myrmæl Helgestad                           | Emil Iversen                                      |
| 2014/15 | Hans Christer Holund                              | Mathias Rundgreen                                 | Sindre Bjørnestad Skar                            |
| 2015/16 | Martin Løwstrøm Nyenget                           | Johan Hoel                                        | Daniel Myrmæl Helgestad                           |
| 2016/17 | Håvard Solås Taugbøl                              | Mathias Rundgreen                                 | Daniel Stock                                      |
| 2017/18 | Martin Løwstrøm Nyenget                           | Eirik Sverdrup Augdal                             | Daniel Stock                                      |
| 2018/19 | Mattis Stenshagen                                 | Daniel Stock                                      | Harald Østberg Amundsen                           |
| 2019/20 | Gjøran Tefre                                      | Johan Hoel                                        | Harald Østberg Amundsen Jørgen Sæternes Ulvang    |
| 2020/21 | Ingen tävling hölls på grund av covid-19-pandemin | Ingen tävling hölls på grund av covid-19-pandemin | Ingen tävling hölls på grund av covid-19-pandemin |
| 2021/22 | Mattis Stenshagen                                 | Magne Haga Ole Jørgen Bruvoll                     |                                                   |
| 2022/23 | Harald Østberg Amundsen                           | Jan Thomas Jenssen                                | Eirik Svedrup Augdal                              |

## Damer

### Sammanlagt
| Säsong  | Etta                                              | Tvåa                                              | Trea                                              |
| ------- | ------------------------------------------------- | ------------------------------------------------- | ------------------------------------------------- |
| 2004/05 | Ine Wigernæs                                      | Ann Eli Tafjord                                   | Marjo Korander                                    |
| 2005/06 | Katja Ruotsalainen Hiipakka                       | Annmari Viljamaa                                  | Pirjo Porvari                                     |
| 2006/07 | Astrid Uhrenholdt Jacobsen                        | Kati Venäläinen-Sundqvist                         | Susanne Nyström                                   |
| 2007/08 | Ingri Aunet Tyldum                                | Sara Svendsen                                     | Karianne Bjellånes                                |
| 2008/09 | Sara Svendsen                                     | Kristin Mürer Stemland                            | Agnetha Åsheim                                    |
| 2009/10 | Ingvild Flugstad Østberg                          | Marte Elden                                       | Eva Svensson                                      |
| 2010/11 | Heidi Weng                                        | Britt Ingunn Nydal                                | Astrid Øyre Slind                                 |
| 2011/12 | Martine Ek Hagen                                  | Maria Nysted Grønvoll                             | Britt Ingunn Nydal                                |
| 2012/13 | Kari Vikhagen Gjeitnes                            | Tuva Toftdahl Staver                              | Britt Ingunn Nydal                                |
| 2013/14 | Kathrine Harsem                                   | Martine Ek Hagen                                  | Marthe Kristoffersen                              |
| 2014/15 | Kathrine Harsem                                   | Silje Øyre Slind                                  | Silje Theodorsen                                  |
| 2015/16 | Barbro Kvåle                                      | Sofia Henriksson                                  | Jonna Sundling                                    |
| 2016/17 | Anna Dyvik                                        | Tiril Udnes Weng                                  | Lotta Udnes Weng                                  |
| 2017/18 | Tiril Udnes Weng                                  | Lotta Udnes Weng                                  | Jonna Sundling                                    |
| 2018/19 | Anne Kjersti Kalvå                                | Johanna Hagström                                  | Moa Lundgren                                      |
| 2019/20 | Julie Myhre                                       | Linn Sömskar                                      | Maria Nordström                                   |
| 2020/21 | Ingen tävling hölls på grund av covid-19-pandemin | Ingen tävling hölls på grund av covid-19-pandemin | Ingen tävling hölls på grund av covid-19-pandemin |
| 2021/22 | Marte Skånes                                      | Karoline Simpson-Larsen                           | Hedda Østberg Amundsen                            |
| 2022/23 | Moa Lundgren                                      | Tiril Liverud Knudsen                             | Maren Wangensteen                                 |

### Fotnoter
1. ↑  ”Skandinaviska cupen 2014-15”. Svenska Skidförbundet. 13 mars 2014. Arkiverad från originalet den 14 augusti 2014. https://archive.is/20140814120456/http://www.skidor.com/Grenar/Langdakning/Tavling/Skandinaviskacupen/. Läst 14 augusti 2014.
2. ↑  ”Skidor: Skandinaviska cupen”. Aftonbladet sport. 23 februari 1998. http://wwwc.aftonbladet.se/sport/9802/23/telegram/sportresultat29.html. Läst 14 augusti 2014.
3. ↑  ”Cup Standings Men 2023” (på engelska). FIS. https://www.fis-ski.com/DB/cross-country/cup-standings.html?sectorcode=CC&seasoncode=2023&cupcode=SCAN&disciplinecode=ALL&gendercode=M&nationcode=. Läst 27 januari 2024.
4. ↑  ”Cup Standings Women 2023” (på engelska). FIS. https://www.fis-ski.com/DB/cross-country/cup-standings.html?sectorcode=CC&seasoncode=2023&cupcode=SCAN&disciplinecode=ALL&gendercode=W&nationcode=. Läst 27 januari 2024.